# Chelonus subseticornis
Chelonus subseticornis är en stekelart som beskrevs av Vladimir Ivanovich Tobias 1971. Chelonus subseticornis ingår i släktet Chelonus och familjen bracksteklar. Inga underarter finns listade i Catalogue of Life.